# Maurice Allard (homme politique québécois)
Pour les articles homonymes, voir Allard et Maurice Allard.
Maurice Allard, né le 2 janvier 1922 à Sherbrooke et mort le 14 septembre 1988 à Montréal, est un avocat, professeur de droit et homme politique fédéral québécois.

## Biographie
Né à Sherbrooke en Estrie, Maurice Allard devient député du Parti progressiste-conservateur du Canada dans la circonscription fédérale de Sherbrooke en 1958. Lors de son premier discours au Parlement du Canada, il critiqua la dépendance économique « trop forte » du pays envers les États-Unis, l'« absence de coopération » entre le gouvernement fédéral, les provinces et les municipalités ainsi que l'immigration « massive », décrivant la Constitution de 1867 comme une « camisole de force » empêchant la résolution de ces problèmes. Défait par le créditiste Gérard Chapdelaine en 1962, il effectua un retour en 1965. Il ne se représente pas en 1968.